# Drip (SFB)
Drip is een lied van de Nederlandse rapformatie SFB in samenwerking met de Nederlandse rappers Dopebwoy en Leafs. Het werd in 2018 als single uitgebracht en stond in hetzelfde jaar als vijfde track op het album Reset the levels III van SFB.

## Achtergrond
Drip is geschreven door Carlos Vrolijk, Francis Junior Edusei, Kaene Marica, Alejandro Boberto Hak, Jackie Nana Osei, Jordan Jacott en Jahmil Dapaloe en geproduceerd door Project Money. Het is een nummer uit het genre nederhop. In het nummer rappen de artiesten over hun kledingstyle. In het nummer wordt het lied Watch Me (Whip/Nae Nae) van Silentó uit 2015 gesampled. De single heeft in Nederland de platina status.
In de bijbehorende videoclip zijn naast de artiesten zelf meerdere bekende Nederlanders te zien, waaronder Rotjoch, Josylvio, Bizzey, Famke Louise en Anouar Vines.

## Hitnoteringen
De artiesten hadden succes met het lied in de hitlijsten van Nederland. Het piekte op de vierde plaats van de Nederlandse Single Top 100 en stond vijftien weken in deze hitlijst. Er was geen notering in de Nederlandse Top 40; het kwam hier tot de vierde positie van de Tipparade.